# جان اوچسندورف

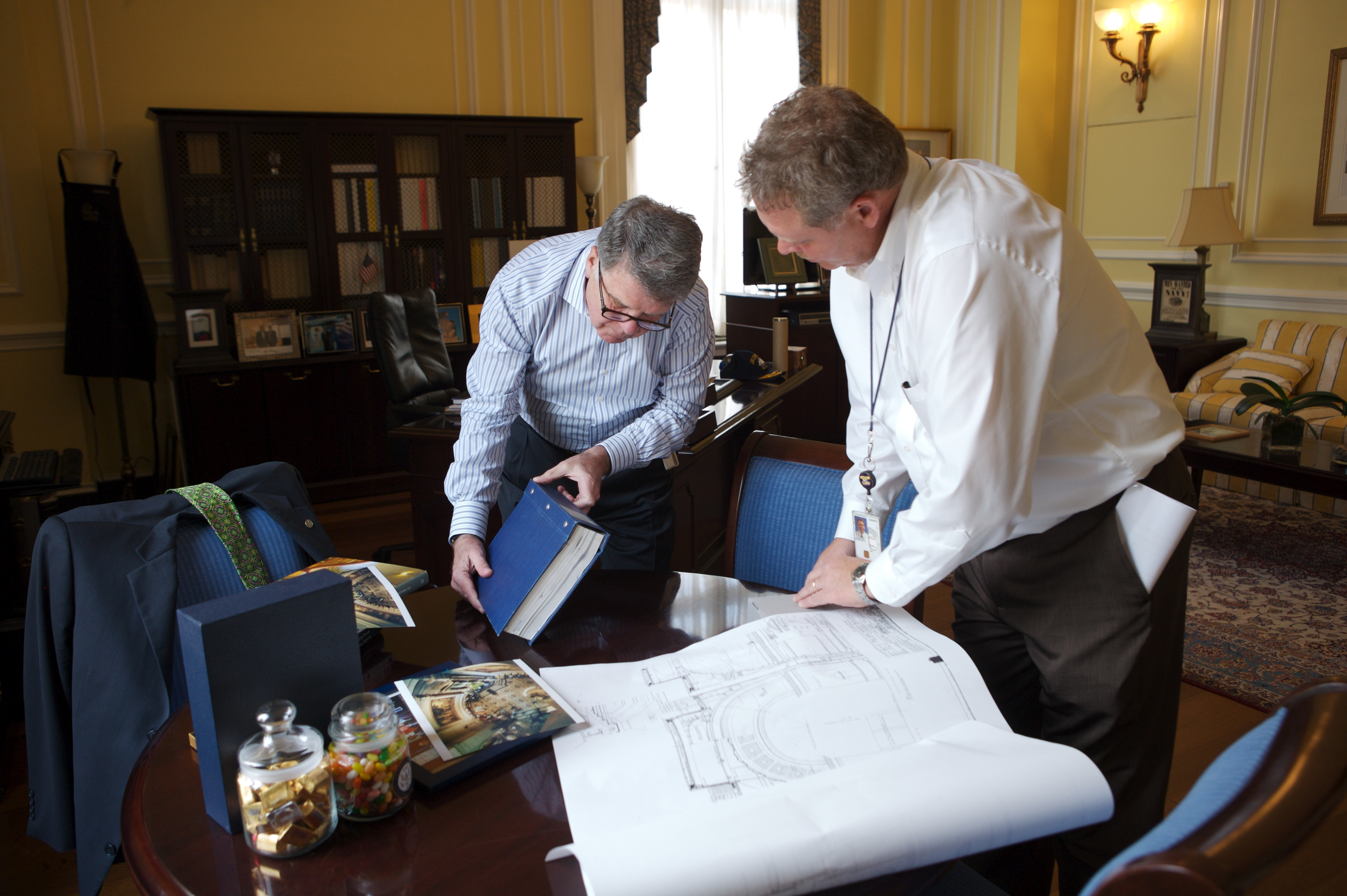
جان اوچسندورف ، ایالات متحدۀ آمریکا

جان اوچسندورف (انگلیسی: John Ochsendorf؛ زادهٔ ۲۲ مه ۱۹۷۴) مهندس، تاریخ‌نگار، و مهندس سازه اهل ایالات متحده آمریکا است.
وی همچنین برندهٔ جوایزی همچون برنامه فولبرایت شده‌است.